# SSH File Transfer Protocol
SSH File Transfer Protocol (SFTP) – protokół komunikacyjny typu klient-serwer, który umożliwia przesyłanie plików poprzez sieć TCP/IP. 
Przesyłając plik przy użyciu protokołu FTP uzyskujemy dobre przepływności, ale nie zyskujemy bezpieczeństwa – nasze hasła i dane nie są szyfrowane podczas przysyłania, co potencjalnie stwarza zagrożenie ich kradzieży. Znaczną poprawę bezpieczeństwa przynosi protokół SFTP, który nie wymaga obecności serwera FTP, a przesyłane dane są szyfrowane z wykorzystaniem klucza szyfrującego.
SFTP nie powinien być mylony z protokołem FTPS, który jest rozszerzeniem protokołu FTP.

Składnia polecenia (UNIX):
```
sftp [-1246Cpqrv] [-B buffer_size] [-b batchfile] [-c cipher]  [-D sftp_server_path] [-F ssh_config] [-i identity_file]  [-l limit] [-o ssh_option] [-P port] [-R num_requests]  [-S program] [-s subsystem | sftp_server] host
```

## Oprogramowanie
Powstało wiele programów umożliwiających przysyłanie plików z wykorzystaniem protokołu SFTP, są to między innymi:
- dla Linux/Unix
  - OpenSSH zawierający obsługę SSH, SCP i SFTP
  - sFTP
  - FileZilla
- dla Android
  - ConnectBot
- dla Microsoft Windows
  - WinSCP
  - Total Commander (należy zainstalować wtyczkę "SFTP Plugin")
  - FileZilla
  - SecureFX
  - PuTTY
- dla Mac OS X
  - MacSSH
  - Fugu
  - NiftyTelnet SSH
  - Cyberduck
- dla Symbian
  - PuTTY